# Acido β-eleostearico
L'acido β-eleostearico è un acido grasso composto da 18 atomi di carbonio con 3 doppi legami coniugati, in posizione 9=10, 11=12, 13=14, tutti in configurazione trans.
È stato isolato nell'olio di semi di Aleurites fordii (≈11%) e Catalpa bignonioides (≈8%). Si trova normalmente assieme all'isomero cis: acido α-eleostearico.